# Saint-Maurice (Bas-Rhin)
Saint-Maurice (deutsch Sankt Moritz) ist eine französische Gemeinde mit 329 Einwohnern (Stand 1. Januar 2021) in den Vogesen im Département Bas-Rhin in der Region Grand Est (bis 2015 Elsass). Nachbargemeinden sind Triembach-au-Val im Norden, Saint-Pierre-Bois im Osten, Thanvillé im Südosten, Dieffenbach-au-Val im Süden sowie Neuve-Église im Westen.

## Bevölkerungsentwicklung

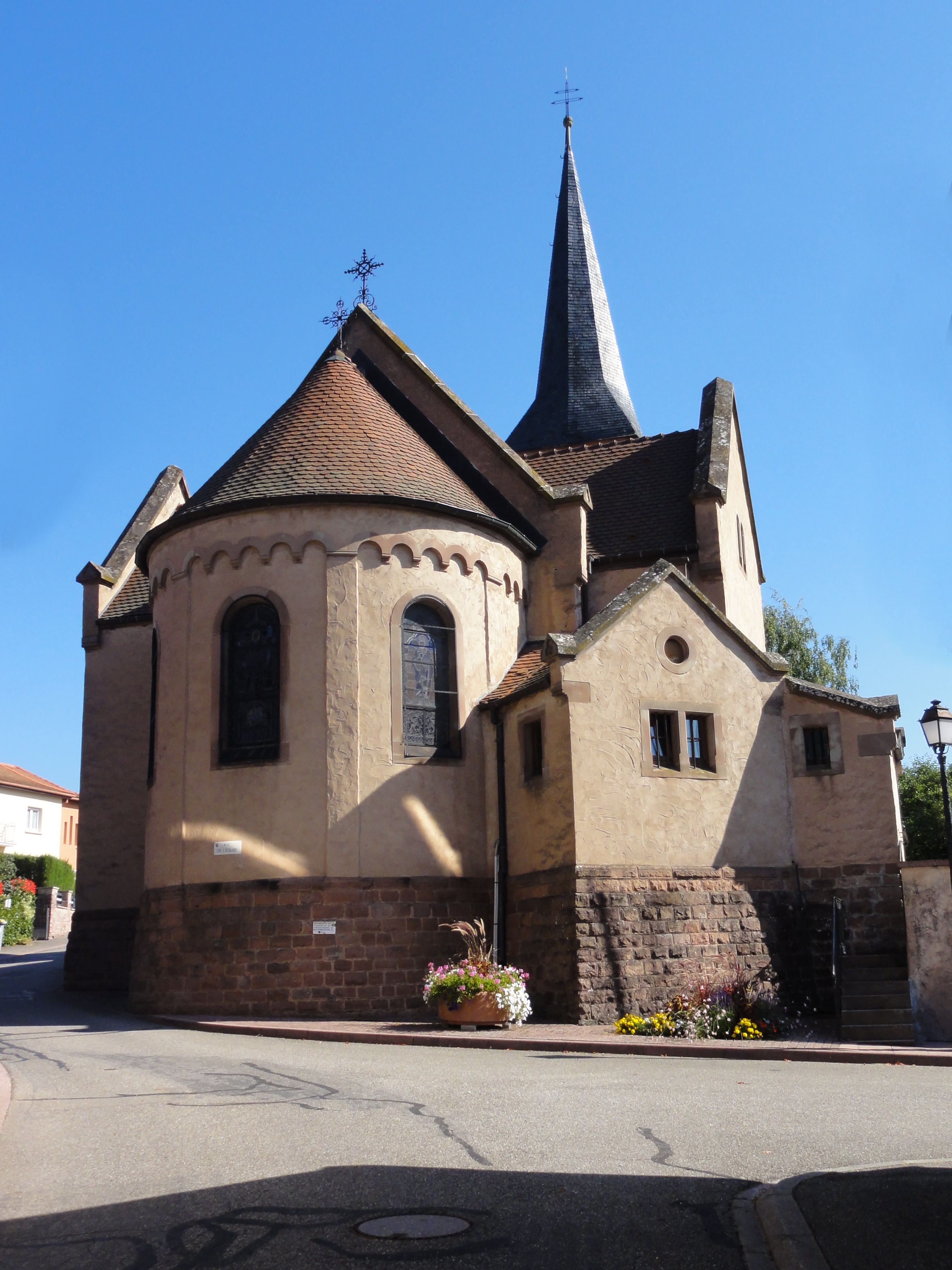
Kirche Saint-Maurice

| Jahr      | 1962 | 1968 | 1975 | 1982 | 1990 | 1999 | 2008 | 2019 |
| Einwohner | 235  | 277  | 283  | 291  | 309  | 332  | 396  | 341  |